# 弗雷娅·科尔伯特
弗雷娅·科尔伯特（英語：Freya Colbert，2004年3月8日—），英国女子游泳运动员，2022年欧洲游泳锦标赛混合4×200米自由泳接力金牌得主、女子4×200米自由泳接力银牌得主和女子400米个人混合泳铜牌得主、2024年世界游泳锦标赛女子4×200米自由泳接力银牌得主。